# Vonsild Skole
Vonsild Skole - tidl. Vonsild Sogneskole - er en kommunal folkeskole, beliggende i Vonsild, ca. 1 km. syd for Kolding. De nuværende bygninger blev indviet i 1960 og er sidenhen blevet udvidet flere gange. Der går omkring 420 elever på skolen. 

## Historie
Da Vonsild lå i det slesvigske rytterdistrikt, blev der i modsætning til resten af kongeriget ikke oprettet rytterskoler under Frederik 4. Der var dog undervisning i kirkens degnehus. Skolens nuværende bygninger blev bygget i slutningen af 1950'erne og er sidenhen udvidet flere gange.

### Skolen før 1960
Der vides ikke meget om det ældste skolevæsen i Vonsild, men det var pålagt sognene at holde en degn, hvis hovedopgave var at lære børnene at læse Luthers Katekismus. Det ældste degnehus i Vonsild lå ved siden af Vonsild Kirke. Da den gamle kirke blev revet ned, er degnehuset sandsynligvis også revet ned. Det vides dog, at man byggede et nyt skolehus samtidig med den nye kirke i 1824. I 1916 gennemgik skolehuset en større modernisering, og dette skolehus fungerede som sognets centrale skole helt frem til 1960.

### Skolen efter 1960
I løbet af 1950erne stod det klart, at skolehuset ikke længere var tidssvarende. Man påbegyndte derfor arbejdet med at bygge en ny og moderne skole, der blev tegnet af koldingarkitekterne Holm & Andersen. Den nye skole blev taget i brug i 1960. Skolen oplevede betydelig fremgang i elevtallet fra begyndelsen af 1960'erne og 1970'erne. Dette hang sammen med en større udbygning med parcelhuse i Vonsild, f.eks byggede man Teglparken og »Marmeladekvarteret«. Derved ændrede Vonsild sig fra at være en landsby til at blive en forstad til Kolding. Skolen elevtal voksede stadig, og i 1972-1973 udvidede man derfor med 2 normalklasseværelser, børnehaveklasselokale, specialundervisningslokale og et sikringsrum. Den næste større udvidelse kom i årene 1979-1982. med 6 normalklasser, mediatek og administration. I de følgende år kom 6 faglokaler og et filmlokale og derefter endnu 6 klasselokaler samt en idrætshal. Elevtallet voksede helt frem til midten af 1980'erne og toppede i 1986 med ca. 450 indskrevne elever. Derfra gik det langsomt tilbage, og skolen har i dag ca. 350 elever. I 2002 udvidede skolen igen med en indskolingsfløj, og samtidig udvidedes idrætshallen med en minihal. Med denne udvidelse flyttede skolens SFO til nye lokaler.Eleverne er fordelt på 0.-9. klasse og skolens klassetrin er delt i en indskolingsafdeling for 0.-2. klasse, grøn aula for 3.-6. klasse og blå aula for 7.-9. klasse. Den 1. august 2008 blev skolen en Team Danmark idrætsskole med fokus på mere bevægelse og idræt for alle elever fra 0.-6. klassetrin.
Vonsild Sogneskole blev en total røgfri skole d. 1. oktober 2007. Det havde længe været forbudt for eleverne at ryge, men i 2007 besluttedes det, at rygeforbuddet også gælder samtlige medarbejdere på skolen.